# Tiberius Julius Pharsanzes

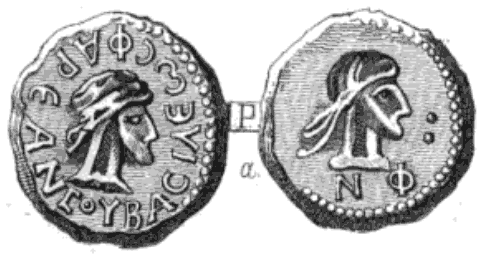
Tiền xu của Pharsanzes (trái)

Tiberius Julius Pharsanzes, còn được gọi là Pharsanzes (tiếng Hy Lạp: Τιβέριος Ἰούλιος Φαρσανζης, thê kỉ thứ 3 - mất năm 254) là một hoàng tử và vua chư hầu La Mã của vương quốc Bosporos.
Pharsanzes là con trai cả của vua Bosporos Rhescuporis V với một người vợ không rõ tên tuổi. Ông có huyết thống Hy Lạp, Iran và La Mã. Em trai của ông là các vị hoàng tử Synges và Teiranes.
Từ năm 253-254, Pharsanzes đã đồng cai trị với vua cha Rhescuporis V. Tước hiệu hoàng gia của ông trên tiền xu bằng tiếng Hy Lạp là: ΒΑΣΙΛΕΩΣ ΦΑΡΣΑΝΖΟΥ hoặc của vua Pharsanzes. Trong thời kỳ trị vì ngắn ngủi của mình, ông cai trị cùng thời với triều đại của hoàng đế La Mã Gallienus. Có khả năng rằng Pharsanzes có thể đã có một số liên hệ với những người Goth. Pharsanzes qua đời năm 254 và ông đã được Synges, người em trai thứ hai, kế vị vào năm 258.